# Comtats d'Islàndia
Islàndia es divideix en 8 landsvæði (regions), les quals se subdivideixen en 23 comtats (sýslur). Són aquests:
- Árnessýsla
- Austur-Barðastrandarsýsla
- Austur-Húnavatnssýsla
- Austur-Skaftafellssýsla
- Borgarfjarðarsýsla
- Dalasýsla
- Eyjafjarðarsýsla
- Gullbringusýsla,
- Kjósarsýsla
- Mýrasýsla
- Norður-Ísafjarðarsýsla
- Norður-Múlasýsla
- Norður-Þingeyjarsýsla
- Rangárvallasýsla
- Skagafjarðarsýsla
- Snæfellsnes-og Hnappadalssýsla
- Strandasýsla
- Suður-Múlasýsla
- Suður-Þingeyjarsýsla
- Vestur-Barðastrandarsýsla
- Vestur-Húnavatnssýsla
- Vestur-Ísafjarðarsýsla
- Vestur-Skaftafellssýsla

A més dels esmentats comtats existeixen 24 poblacions independents o kaupstaðir:
- Akranes
- Akureyri
- Bolungarvík
- Dalvík
- Eskifjörður
- Garðabær
- Grindavík
- Hafnarfjörður
- Húsavík
- Ísafjörður
- Keflavík
- Kópavogur
- Neskaupstaður
- Njarðvík
- Ólafsfjörður
- Ólafsvík
- Reykjavík
- Sauðárkrókur
- Selfoss
- Seltjarnarnes
- Seyðisfjörður
- Siglufjörður
- Vestmannaeyjar